# Università Romena-Americana
L'Università Romena-Americana è un'università privata con sede a Bucarest che offre corsi e diplomi in lingua inglese. È stata fondata nel 1991 da Ion Smedescu.